# Balambid, Hirekerur
Balambid là một làng thuộc tehsil Hirekerur, huyện Haveri, bang Karnataka, Ấn Độ.